# Drayton
Drayton é uma cidade localizada no estado norte-americano de Dacota do Norte, no Condado de Pembina.

## Demografia
Segundo o censo norte-americano de 2000, a sua população era de 913 habitantes.
Em 2006, foi estimada uma população de 839, um decréscimo de 74 (-8.1%).

## Geografia
De acordo com o United States Census Bureau tem uma área de
1,5 km², dos quais 1,5 km² cobertos por terra e 0,0 km² cobertos por água. Drayton localiza-se a aproximadamente 244 m acima do nível do mar.

## Localidades na vizinhança
O diagrama seguinte representa as localidades num raio de 28 km ao redor de Drayton.